# ヴィリ・ミュンツェンベルク
ヴィリー・ミュンツェンベルク （ドイツ語: Willi Münzenberg / ヴィルヘルム・ミュンツェンベルク Wilhelm Münzenberg  1889年8月14日 - 1940年6月）はドイツの共産主義者、出版業者、映画製作者。メディア分野での影響の強さから「赤いフーゲンベルグ」(roter Hugenberg)、「共産主義者のフーゲンベルク」(kommunistischer Hugenberg)と呼ばれた。
新ドイツ出版社（Neuen Deutschen Verlag）、新聞「夕刊・世界」（Welt am Abend）及び労働者画報(AIZ)によりミュンツェンベルクはワイマール共和国で最も影響力のある共産党員の一人であった。1937年に共産党の公式見解から外れ、党から除名されている。独ソ不可侵条約を結んだスターリンを「裏切者は、スターリン、お前だ」(Der Verräter, Stalin, bist du)と糾弾した。

## 来歴・人物

### 共産党国際青年団への入団まで
ミュンツェンベルクは町酒場の主人の息子でゼッケンドルフ男爵の孫として生まれた。非定期的にフリーマーとエバーシュタットの複式学級に、1904年まで1年間ゴータの国民学校に通った。理容師教育を中断した後の1904年から1910年まで学業を行うことなくエアフルトの靴工場で働いた。
1906年にミュンツェンベルクは、プロパガンダと言う名称の労働者教育組合に加入し、1年も経たないうちに組合長となり、その組合をエアフルト自由青年協会として北ドイツの青年協会に加盟させた。その後、扇動家となった為、エアフルトの会社は彼を雇わなくなった。それは遍歴修養を始めてから一ヶ月の事であった。1910年8月から1913年終わりまでスイスチューリッヒの薬局で助手として働いた。そこでスイスの社会主義青年組織のグループに加入し、無政府主義者サークルで流行っていた文献を積極的に勉強した。彼の勉強した文献は、ピョートル・クロポトキン「相互扶助論」、マックス・シュティルナー「唯一者とその所有」、ヨハン・モスト「行動の宣伝」などである。1912年7月末にスイス社会主義青年組織中央委員会メンバーとなり、月刊誌「自由青年誌」の編集者となった。第一次世界大戦ではベルンの国際青年中央委員会を運営し、レーニンや国外追放された他のボリシェヴィキと知り合った。1917年、戦争に批判的な社会民主党代表が参加する国際会議に、委員代表として出席した。同年、デモに参加した為に、5か月間刑務所で過ごした。1918年11月10日に「好ましくない外国人」及び「十月革命支持者」として国外追放された。その後シュトゥットガルトでスパルタクス団に加入し、ドイツ共産党（KPD）創立メンバーとなった。1919年には国際共産主義青年同盟（KJI）の委員長となった。1920年にはコミンテルン第二回大会に参加した。

### レーニン及びスターリンのエージェント
グリゴリー・ジノヴィエフにより、ミュンツェンベルクは1921年国際共産主義青年同盟書記から突然解任されたが、ミュンツェンベルクのコミンテルンやドイツ共産党での立場は特殊なものであった。彼は政治家ではなく宣伝家であり、理論家ではなく実行家であった。その為、党内の権力闘争とは一線を画しており、党内の政策論争には冷淡であった。またミュンツェンベルクはレーニンからのソ連に対する援助の呼びかけに対し、国際労働者救援会（IAH）を組織して代表を務めていた。また、世界な組織であり、党内からは「ミュンツェンベルク・コンツェルン」として有名であった国際労働者救援会は各地の共産党の統制下でなく、モスクワから独立組織として運営されていた。
ロシア内戦後の大飢餓を受け、コミンテルン第3回大会は世界中の社会主義者や左派労働者たちに向けて救援活動を呼びかけた。その呼びかけに対しミュンツェンベルクを代表とする国際労働者救援会が設立された。国際労働者救援会は最初の2年は、医薬品からトラックに至る様々な救援物資を船便50貨物ほど集めロシアに送った。救援物資自体は大した事は無かったが、大きな宣伝価値があった。救援活動と共に、月刊誌「ソビエト・ロシア画報」（Sowjetrussland im Bild）を創刊し、1926年に労働者画報（AIZ）へ変革した。1924年に国際労働者援助運動の為にフェリックス・ハレより新ドイツ出版社を買収した。出版社社長には、ミュンツェンベルクの伴侶バベッテ・グロスが就任した。
数年間の活動で「ミュンツェンベルク・コンツェルン」は飢えている子供達の炊き出しから「アジアの嵐」へと成長していた。国際労働者救援会は飢餓のロシアの炊き出しみならず、翌年には社会情勢不安の国の労働者居住区で同様の活動を行い、ドイツのインフレ時や1925年の日本でのストライキや1926年の英国のジェネスト時にも炊き出しを行っている。後の救護委員会もそうであるが、救護会は時と共に、設立当初の公益非営利組織的な目的とは殆ど関係が無くなっていった。
ミュンツェンベルクは1924年から1933年までドイツ共産党中央委員会に属し、ドイツ帝国議会で議員として活躍した。スターリンとは3回ほど個人的に会っており、1931年7月にドイツ共産党より鉄兜団が提案したプロイセン地方議会解散の住民投票への支持を求められたときには、スターリンから完全な自己献身を求められた。住民投票により、鉄兜団や国家社会主義ドイツ労働者党及び他の右派政党は、プロイセンのドイツ社会民主党政府打倒を目指していた。ドイツ共産党ははじめはこの運動を無視していたが、モスクワからの指令により急遽「赤い住民投票」として住民投票を操る必要が生じた。この頃よりスターリンはボリシェビキ古参を物理的に排除し始めており、ミュンツェンベルクは「大粛清」や見せ掛け裁判の報道によってその事を知っていた。それにもかかわらず、スペイン内戦勃発後にモスクワへの最後の危険な旅を行った理由は、経験豊かなオーガナイザーとしての責任と関係していた。

### 「ミュンツェンベルク・コンツェルン」
ミュンツェンベルクは西側のコミンテルン内での宣伝の一人者であり、ドイツ保守系報道機関「フーゲンベルグ・コンツェルン」に続き、ワイマール共和国で2番目に大きいマスコミ企業を設立して、多くの発行部数を誇った「夕刊・世界」(Welt am Abend)、「朝刊・ベルリン」（Berlin am Morgen）や労働者画報（AIZ）などを発行した。風刺雑誌「オイレン・シュピーゲル」（梟の鏡）も始めは彼の出版社より発行された。製作責任者として、プロメテウス・フィルムと映画企業連合ヴェルト・フィルム有限会社の労働者映画会社のプログラムを製作した。日本では直接・間接的に19もの雑誌や新聞がミュンツェンベルク・コンツェルンに支配されていた。
彼の生活スタイルは労働者的と言えないものであった。1927年には、妻のグロスとマグヌス・ヒルシュフェルトが所有していたIn den Zelten 9a に引越した。他の共産党党員と違い、自分の事務所の為に自家用車を購入し、最終的には大型セダンのリンカーンを所有した。彼はその為、実際に一時期百万長者であったが、「赤い百万長者」と言う名をつけられた。
ヒトラーがヒンデンブルク大統領から帝国宰相に任命された後、ミュンツェンベルクは1933年2月19日に社会民主党と一緒にベルリンのクロル・オペラハウスの大広間で、「言論の自由大会」を開催した。この大会には多くの知識人の他、フェルディナント・テンニースも参加した。エーリヒ・エフェルトは報道の自由保持の熱烈な弁論を行った。大会挨拶ではアルベルト・アインシュタインやトーマス・マンの表明もあった。ミュンツェンベルクは、オランダの共産党員マリヌス・ファン・デア・ルッベが起こしたとされるドイツ国会議事堂放火事件後、最重要共産党員として手配された為、即刻パリに移住しなければならなかった。1933年8月には「帰化撤回及びドイツ国籍剥奪に関する法律」 によりドイツ国籍を剥奪された。国際労働者救援会（IAH）が発行する新聞、雑誌及び出版社や書籍出版社 (Universum Bücherei) はすべて1933年に禁止された。労働者画報 (AIZ)と雑誌「我々の時代」(Unsere Zeit) は国外で活動を続けた。

### 逃亡先での活動
「ディミトロフをめぐる戦い」と呼ばれたドイツ国会議事堂放火事件裁判では、最も信頼できる仲間のオットー・カッツが実務と捜査の調整を行い、勝訴に導いた。この事件に関し、国際的注目を集めた記者会見で『褐色の書』 (Braunbuch 1933) を1933年8月1日に発表した。ドイツ国会議事堂放火事件の裁判は1933年9月21日に開廷された。この本は、最初に「Livre Brun sur l’incendie du Reichstag et le terreur hitlerìenne」と言う題名でカルフール出版から最初にパリで出版され、後にイギリス労働党党員のロード・マーリーの前書きを載せて『ドイツ国会議事堂放火とヒトラーの恐怖政治についての褐色の書』 (de)との題名で発行された。編集長は、アルベルト・ノルデンと共同でアレクサンダー・アブシュが勤めた。書籍出版社は、独コミンテルンメンバーのミュンツェンベルクが設立した。この出版社からは、エゴン・エルヴィン・キシュの『進入禁止』（Eintritt verboten）などが出版されている。褐色の書著者の事務所への入り口は、協力者に無条件で開かれていた。ミュンツェンベルクは、来訪者をまず部下に尋問させる他の運動員の様なスパイへの恐怖を知らなかった。1934年中盤の国家社会主義者による粛清の後、ミュンツェンベルクは、突撃隊幕僚長エルンスト・レームの蜂起疑惑（長いナイフの夜）に対し青書（de）の中から、ドイツ帝国大統領ヒンデンブルクへの野党からの提言が記載されている数ページを印刷させ、ヒトラー政府の権力を大統領官邸に移譲する事を要請した。この青書は、実際は『7月30日の銃撃に関する白書』 （de）の再版であった。偽装の為にライプツィヒの出版社の英文法という体裁をとっていた。
ミュンツェンベルク他、クララ・ツェトキン、アンリ・バルビュス、ジョン・ドス・パソスなど多くの知識人達の主導で、ドイツ救援委員会が国際労働者救援会中央委員会に設立された。設立目的は、ファシズム犠牲者追悼とドイツの労働者階級の革命運動と政治運動の主旨として、公共の福祉と示威運動の組織と運営であった。これらは、国際労働者救援会（IAH）設立以来から使っている宣伝方法で、人道的な目的とは殆ど関係ない「救護会」の細胞を企業内に植えつける方法であった。
さらに彼により完成された宣伝方法の一つは、マネス・シュペルバーにより「記名スタンプ」(Unterschriften-Stampiglie) と呼ばれている。詩人、芸術家、聖職者、哲学者、学者は自らの署名を以て、革新的闘士として最前線に立つ事を承認した。ミュンツェンベルクは、彼の指揮でどうとでも動く知識人の一団を集めており、彼の同僚によって広められた提案には、署名者の明示的な同意なしに使用された記名が記載されていた。 彼らを協力者として確実に引き入れる為に、彼は以下の様に説得した。
「その人物が、重大で困難な闘いに必要とされていることを説得する。その人物が、人命を救う良い活動の権威として必要であり、増大する危険にもかかわらず平和と自由の為に混沌に立ち向かう闘士であり、無関心な者の目を覚まさせる必要があり、その呼び掛けが一般的に地位や名誉のある人から出ていれば、躊躇している人も動かされるであろう事を説明する。」
ただし、ミュンツェンベルクは革命運動の重要性を以下の様に認識していたという。ポール・エミール・プドロー将軍のアメリカへの旅費に3000ドルを問題なく用立てしたが、彼の仲間がナチスの焚書1周年の集会への支持を要請した際には、「300フランク（約12 USD）、それ以上は問題外だ」と答えた。その返答に失望した同士は、それでも以下の様な記述を残している。
「彼（ミュンツェンベルク）は偉大なる扇動家ではあったが、実務家ではなかった。彼はその方法に於いて、私の知っている限り、最も優れた人物であった。もとい、クルト（フンク=ヴェーナー）を除いてだ。」
ミュンツェンベルクは、比較的早く国家社会主義に対する抵抗運動への同盟を扇動し始めた。1935年9月には51名の共産主義的、社会民主的、市民的なヒトラー反対者を集めた。このドイツの人民戦線は、その会合場所からルテティア・サークルとして有名であった。ミュンツェンベルクの活動はナチス政権にとって不都合であった為、その年の内に欠席裁判で死刑を宣告されている。
人民戦線を組織して以来、ミュンツェンベルクの活動は活発化し、次々に国際会議や会合、委員会などを立ち上げた。その中には後年のストックホルム・アピールの前身となる「戦争とファシズムに反対するアムステルダム平和委員会」もあった。コミンテルン西ヨーロッパ扇動・宣伝部トップとしてミュンツェンベルクは正統スペイン政府の為に宣伝戦を行った。ここでも「共和国スペイン救援委員会」、「スペインミルク基金」など「ナチ犠牲者救護委員会」を範にして、政治目的の為に公益非営利組織を隠れ蓑にした委員会を次々と立ち上げている。スペイン内政非介入違反調査委員会がドイツ国会議事堂放火事件原因究明委員会の後に設置された。前者はドイツ国会議事堂放火事件対抗裁判を模範としている。
1938年には雑誌「未来」 (Die Zukunft) をアーサー・ケストラーと共に創刊。友人であるハインリヒ・マンは1938年末に初刊に寄稿している。1939年3月の「未来」10号では、「全てを統一の為に」という記事の中で、ヴィリー・ミュンツェンベルク自らファシズムに対する更なる統一戦線組織に賛成を表明している。この雑誌では、リオン・フォイヒトヴァンガー、オスカー・マリア・グラフ、アルフレート・デーブリーン、トーマス・マンも働いていた。

### コミンテルンとの確執と転向者への道
スターリンの指令によりコミンテルンが1928年より社会民主主義との共闘を否定し、社会民主主義と決別して政敵として戦い始めてから、ミュンツェンベルクによって「階級対階級」の掛け声の下「社会ファシズム論」が喧伝された。コミンテルンから1928年に除名されたレフ・トロツキーは、ナチスが伸張していた1930年の時期にドイツ共産党が実践していた「社会ファシズム論」を批判して「ナチスと対抗する社会民主主義と共産党の統一戦線」を呼びかけた。しかし、トロツキーの呼びかけは一顧だにされず、ドイツ共産党がナチスと敵対するどころか同盟を組んでストライキなどを行い、ナチスが政権を獲得、ドイツ共産党は社会民主党諸共非合法化により消滅する。1934年春、フランス共産党内の人民戦線結成を目論んだジャック・ドリオとコミンテルンの公式路線である反社会民主主義路線を堅持したモーリス・トレーズ間で起こったドリオ・トレーズ危機で、ミュンツェンベルクはトレーズを支持し、人民戦線結成に反対した。彼はモスクワへの手紙の中で、雑誌「我々の時代」が社会民主主義と第二インターナショナルへの反対運動を行ったかを記載した。
「反共・ソ連抹殺」を掲げるナチス・ドイツに対する危機感から、スターリンは路線転換を行い、1935年夏の第7回コミンテルン国際会議で反ファシスト戦術が変更され、ミュンツェンベルクはドイツ社会民主党指導部（SOPADE）との仲介者として活躍した。彼はすでにドイツ共産党及びコミンテルンの指導的活動家として連帯政策を、第7回コミンテルン国際会議の前に行っていた。ルテティア・サークルの成功は明らかだったが、彼は共産主義を表立ってって主張しなかった為、ドイツ共産党側で批判が広まった。1936年2月のプラハのドイツ社会民主党指導部との交渉の際、ミュンツェンベルクはドイツ共産党が考える人民戦線の戦術に対して保留の姿勢を取った。不幸にも、その会議にはジャーナリストのゲオルク・ベルンハルトも同席しており、ハインリヒ・マンを通じて、ミュンツェンベルクの党追放へと向かう決定的な事件をモスクワに伝えた。
1936年には、スターリンによる大粛清が行われている中で開廷されたジノヴィエフ、カメーネフなどに対するモスクワ裁判に対する慎重な批判を行った。スターリンがコミンテルン活動家の粛清を行う為に直前に設立した国際統制委員会(IKK)に彼の批判に関して呼び出されたが、ミュンツェンベルクは、ヴァルター・ウルブリヒトが何度も進めたにもかかわらず、モスクワに行く事を拒否した。
ミュンツェンベルクは人民戦線委員会の為に1937年春まで積極的に活動した。1937年5月にはヴァルター・ウルブリヒトとパウル・メルケルが彼の後を継いだ。その年の秋、彼に対して審理が開始された。ミュンツェンベルクがコミンテルンといざこざを起こしていると言う噂はマスコミを沸き立たせた。1937年8月2日にヴィルヘルム・ピークがフィリップ・デンゲル及びヴィルヘルム・フロリン及びオーストリア赤色救援会活動家ライトマン（フランツ・クネルト）とコミンテルン人事課長ゲオルク・ブリュックマンと相談した後、ゲオルギ・ディミトロフ（ 当時のコミンテルンの総書記）宛てて以下の決議をコミンテルン（EKKI）中央委員会書記局に提案する事を伝えた。
ヴィリー・ミュンツェンベルクが、繰り返し召喚されているにもかかわらず8月15日までにモスクワに出向かない場合、ドイツ共産党より除名する。 
ミュンツェンベルクは1937年、ヴァルター・ウルブリヒトにからトロツキー主義を非難され、秘密警察から長い間監視された。1938年ドイツ共産党中央委員会から追放された。追放決議は中央委員会通常会議でも中央委員会多数決でもなく、党規に違反して行われた。追放の根拠として、ミュンツェンベルクに党規律が欠如している事が引き合いに出された。彼はドイツ共産党からの追放に先んずる為、1939年3月自らドイツ共産党を去った。彼の党脱退は1938年10月12日から発行されている週刊誌「Die Zukunft/Ein neues Deutschland: Ein neues Europa!」に印刷された。その後、新党「統一社会主義朋友」党を立ち上げた。
独ソ不可侵条約締結を受け、今日まで有名な「ロシアの背後の一突き」 (der russische Dolchstoß) と言う記事を1939年9月22日に雑誌「未来」で掲載した。その中でヒットラーとスターリンに対抗して平和と自由を守らなければならず、反ヒットラー・反スターリンの戦いを通じてドイツ労働者の独立した統一党を新たに作りださなければならないと説いている。長年、報道機関は恥ずべき嘘を広め、多くの勇敢な労働者に嫌疑をかけてきた。しかし

今日、多くの人々が様々な国で立ち上がり、拳を振り上げ、東に向かい明瞭に叫んでいる

「裏切者は、スターリン、お前だ」

### 奇妙な最後
フランスの政治家は、戦争が起こった場合、他のドイツ人移民と同様にミュンツェンベルクが収容所に送られないようにしていた。ドイツ国防軍がベネルクス3国を攻撃し、パリが陥落する数日前、ミュンツェンベルクはフランス・パリ郊外のスタッド・ドゥ・コロンブの収容所に移送された。南フランスに移送される事を希望していた。実際、他のドイツの移住者と同様にリヨン南東にあるシャンバラン収容所に送られた。収容者達が、ナチス軍侵攻でプラトー・ドゥ・シャンブランも危険に曝さらされる事をフランス人収容所所長に説得した。また収容所所長も、彼らが政治的移民であり、ナチス占領後の待遇を知っていた為、ドイツ軍が近づくと収容所の門を開け放ち、彼らの幸運を祈った。収容者たちは、小さなグループか個人ならばより早くスイスかフランス南部に避難できると考えた。ミュンツェンベルクは1940年6月21日、ローヌ河畔のシャルムに避難した。彼の同行人であるレオポルト・シュヴァルツシルト、クルト・ヴォルフ、パウル・ヴェストハイムやクレメント・コルトフムなど話によると、ミュンツェンベルクは早い内に一人でマルセイユに移動し、そこで地下に潜るか、北アフリカに行く船を見つけたいと望んでいた。ただ現実的な旅程は、彼や妻のグロスの親しい友人が居て銀行に預金があるスイスと考えられていた。
1940年10月17日彼の縊死体が発見された。彼は1940年6月21日か22日に、イゼール県サン・マルセラン近郊のモンターニュ村のレ・コニェ (Le Caugnet) の森の中で死亡したと考えられている。顔には争った形跡があったという。1950-1960年代の著者は、ヴィリー・ミュンツェンベルクはファシズムもしくはスターリニズムの犠牲者と考えているが、後に発見された書類（フランス国家憲兵隊の審理記録であり、自由ドイツ国民委員会（CALPO）会員の報告）では、ヴィリー・ミュンツェンベルクは自殺したとしている。

## ミュンツェンベルクの役割
ミュンツェンベルクはワイマール共和国でのドイツ共産党（KPD）の躍進に大きな役割を果たした。彼が個人的に経営した報道機関は、ドイツ共産党系のマスコミが行ったように、広く大衆に呼びかけた。ミュンツェンベルクの報道機関は、政治的にはドイツ共産党系マスメディアと同様な姿勢であったが、労働者の考えや興味により近い記事を掲載していた。同時に共産党系のマスコミより公式主義的でも独善的でもなかった。共産系のマスメディアに多くの知識人や芸術家が参加していたが、「知識人が主に書き、労働者がほとんど読まない」新聞を作る様な仕事をミュンツェンベルクは批判していた。
その様な時代に彼は国際労働者救援会 (IAH) の創立者となった。ミュンツェンベルクの義妹であり、政治ジャーナリストであるマルガレーテ・ブバー＝ノイマンは次の様に書いている。
ミュンツェンベルクは、共産党シンパの知識人が力の源泉である初めての共産主義者であった。彼は当時から重要な宣伝活動を彼らに向けていた。共産党指導者のセクト主義的な路線、陳腐で紋切り型の教条的発言を投げ捨て、的確なメッセージと妥当な方法で知識人シンパを共産党の周りに集めた。
- マルガレーテブーバー=ノイマン
ミュンツェンベルクの活動は開かれたもので、左翼に共感する知識人との討論によってドイツ共産党がワイマール共和国の論壇に上るのに役に立った。この事はAIZの様々な協力者に見ることができる。実際細かく見れば、ミュンツェンベルクの扇動帝国は実体の無い巨人であった。数多くの宣伝も、様々な出版機関もその事を覆い隠すことはできなかった。共産主義的な扇動では、「精神的」に労働階級の心を掴めなかった。戦争を防ぐことも、ヒトラーの権力を奪うこともできなかったミュンツェンベルクのパリでの活動が無駄だったのかと言う質問に対しては、その活動は絶好のタイミングで多くの人の意識に反ヒトラー連合の道徳的基盤をもたらしたと言える。

## 文献
- Babette Gross: Willi Münzenberg. Eine politische Biographie. Stuttgart 1967
- Manès Sperber: Bis man mir Scherben auf die Augen legt. All das Vergangene. Europaverlag, Wien 1977
- Otto R. Romberg: Widerstand und Exil, 1933-1945. Frankfurt a. M. 1986
- Gustav Regler: Das Ohr des Malchus. Eine Lebensgeschichte. Stroemfeld Verlag, Frankfurt am Main/Basel 2007
- Tilman Schulz: Münzenberg, Willi. In: Neue Deutsche Biographie (NDB). Band 18, Duncker & Humblot, Berlin 1997, ISBN 3-428-00199-0 (Digitalisat).
- Heinrich August Winkler: Der Weg in die Katastrophe. Arbeiter und Arbeiterbewegung in der Weimarer Republik 1930 bis 1933. Dietz, Berlin 1987, ISBN 3-8012-0095-7
- Sean McMeekin: The red millionaire. New Haven und London 2003
- Jürgen Wilke: Grundzüge der Medien- und Kommunikationsgeschichte. UTB, 2008. ISBN 3825231666.
- ヴィリー・ミュンツェンベルク 『武器としての宣伝』 星乃治彦訳、柏書房、1995年。
- 星乃治彦 『赤いゲッベルス ―― ミュンツェンベルクとその時代 ――』 岩波書店. ISBN 978-4-00-022055-2 C0023

## ミュンツェンベルクに関するドキュメンタリー
- Willi Münzenberg oder Die Kunst der Propaganda, Dokumentation, 62 Minuten, Deutschland 1995, Regie: Alexander Bohr, Produktion ZDF/ARTE; Ausstrahlung am 26. September 1995 in ARTE
- Münzenberg - Der letzte Gang, Dokumentarfilm, 45 Minuten, Deutschland 1992, Regie: Hans-Dieter Rutsch, im Auftrag des WDR
- Propaganda als Waffe, Dokumentation, 45 Minuten, Deutschland 1982, Regie: Thomas Ammann, Jörg Gremmler, Matthias Lehnhardt, Gerd Roscher, Ulrike Schaz, Walter Uka, Produktion: WDR 1982, Redaktion: Ludwig Metzger
- Flucht - Der Fall Münzenberg, Drama, 90 Minuten, Deutschland 1971, TV-Produktion, Regie: Dieter Lemmel, Darsteller: Kurt Jaggberg, Günter Mack, Willi Semmelrogge